# Convento de las Clarisas (Inmaculada Concepción)

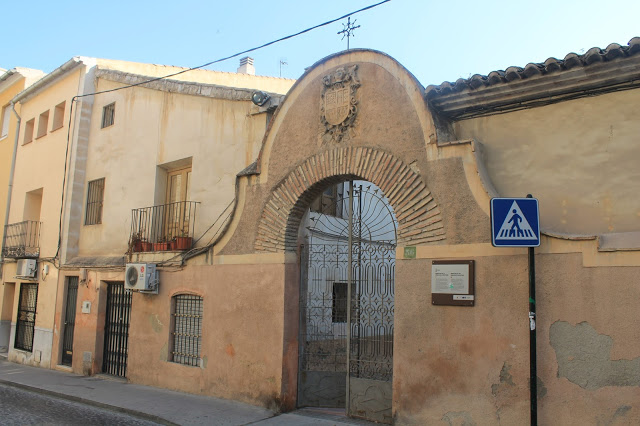
Fachada exterior de acceso

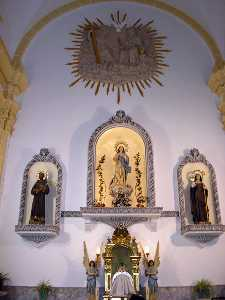
Altar mayor de la iglesia

El Convento de las Clarisas (Inmaculada Concepción) es un convento o monasterio situado en la calle Mesones del municipio de Cieza (Región de Murcia, España).
Se fundó en 1750 por Matías Marín-Blázquez y las religiosas clarisas que lo habitaron procedían del vecino Monasterio de la Encarnación de Mula. En años posteriores se siguieron haciendo obras de ampliación y mejora en el Monasterio, que pronto resultó incapaz para albergar al alto número de religiosas ingresadas en los años iniciales. 
El convento y la iglesia de Madres Clarisas, es una obra barroca del siglo XVIII, donde es de destacar su iglesia. Se trata de un conjunto organizado en torno a un patio cuadrado, en donde destaca por su calidad arquitectónica.
En el interior del Convento (Clausura), se conservan pinturas, esculturas y enseres de diferentes artistas.

## Arquitectura

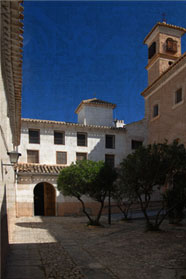
Patio de acceso a la iglesia y monasterio

## Historia

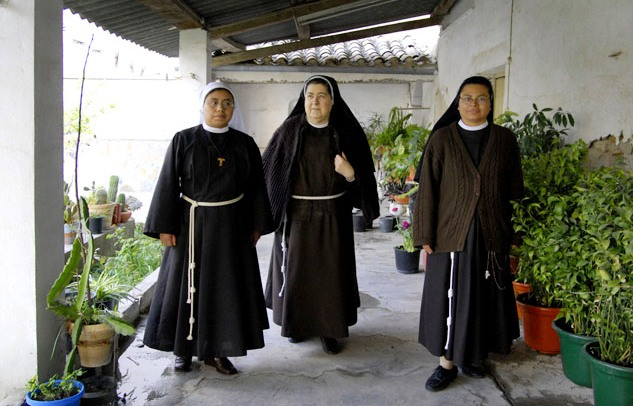
Hermanas de la orden paseando por el interior del monasterio

El monasterio se funda en 1750, tras largos y fatigosos trámites.
El convento de la orden de las Claras recibió la licencia para su construcción en 1743, comenzando las obras en este mismo año y terminando en 1749.
En 1750, Fernando VI le concede la licencia como Convento, iniciándose con cinco religiosas que llegan del Convento de Clarisas de Mula, y con nueve novicias de Cieza. La licencia de fundación se daba bajo las condiciones de que la comunidad no pudiese adquirir ni conservar bienes , sino que debía mantenerse exclusivamente de limosnas.
En años posteriores se siguieron haciendo obras de ampliación y mejora en el Monasterio, que pronto resultó incapaz para albergar al alto número de religiosas ingresadas en los años iniciales. 

## El monasterio
Al atrio se accede por un arco de medio punto en cuyo centro destacan las armas labradas en piedra de los fundadores. A los pies de la iglesia se encuentran los coros, que están dentro de la clausura y se pueden considerar como el punto de unión entre el templo y el monasterio. Un espacio importante en el interior del monasterio es el patio-jardín, donde se construyó la balsa para el agua de riego, y que recientemente pasó a ser el cementerio de la comunidad. Por medio de unos arcos se accede al huerto  monástico, donde se halla también la granja, de una tahulla de superficie donde se siguen cultivando árboles, hortalizas y flores.

## La iglesia
La iglesia está compuesta por una sola nave sin fachada a la calle y con medianas dimensiones.
Todo el edificio es de mampostería y revoco con algunas aplicaciones de sillería en las partes de mayor resistencia y fortaleza como esquinas, pilastras, jambas y asientos de cimientos.
Bajo la capilla mayor, resaltada en altura por tres gradas respecto al resto de la iglesia, se hallaba la cripta, entierro de los fundadores, su familia y descendientes, hasta principios del siglo XX. Las lápidas de piedra que le daban acceso desaparecieron en la Guerra Civil.